# Harcówka

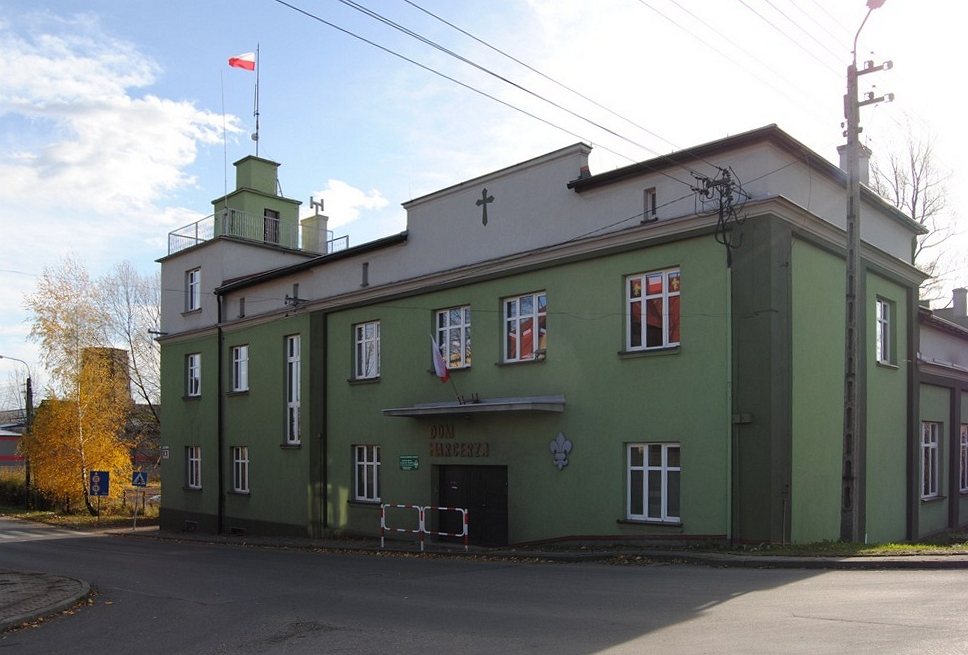
Dom Harcerza w Czechowicach-Dziedzicach

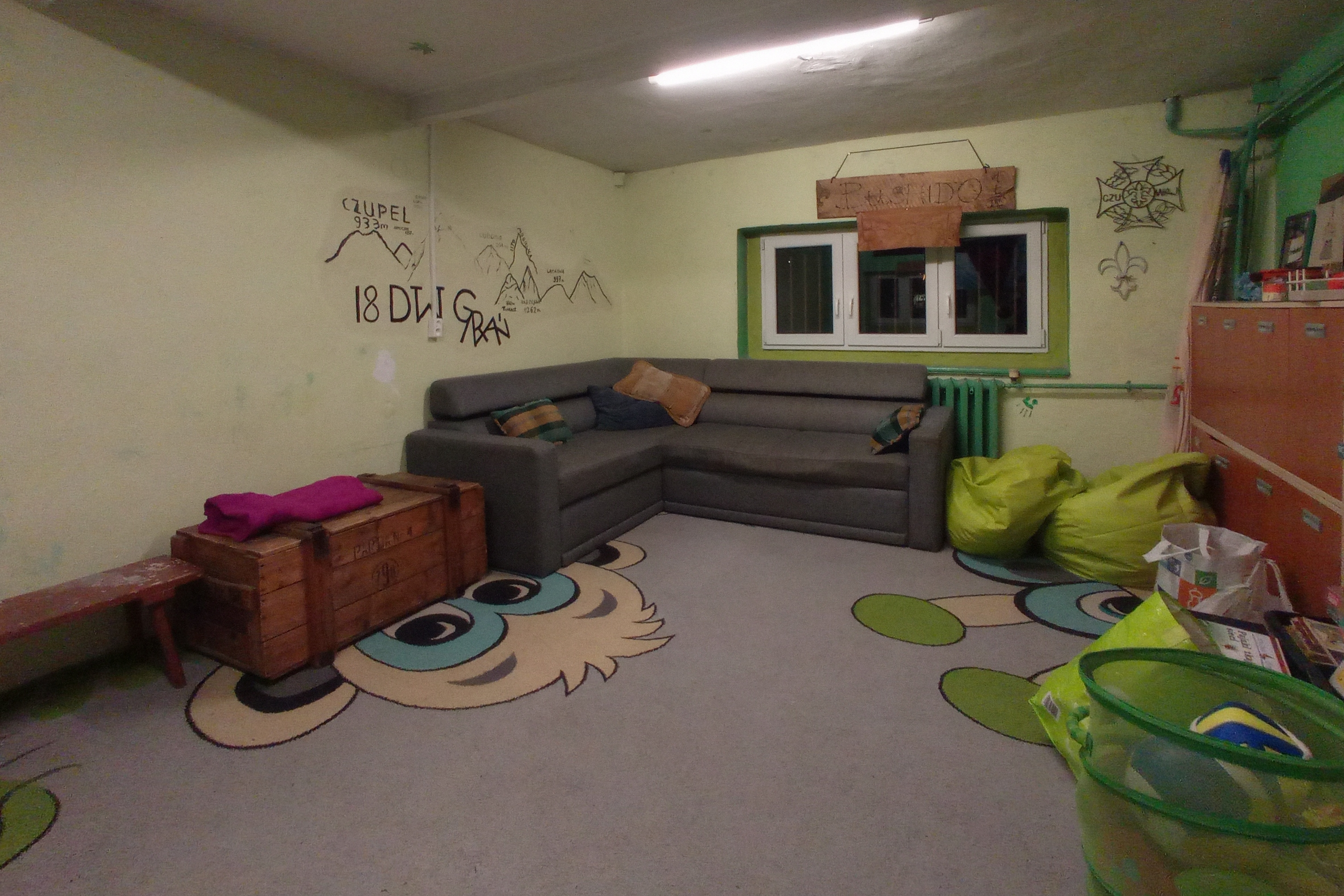
Wnętrze harcówki

Harcówka − na ogół pomieszczenie, zazwyczaj w budynku szkoły, parafii lub np. piwnicy budynku mieszkalnego, przystosowane do potrzeb zbiórek harcerskich zastępów, drużyny lub szczepu.
Służy m.in. do przechowywania sprzętu drużyn i szczepów oraz prowadzenia przygotowań do większych wypraw lub imprez harcerskich.
Harcówki często posiadają wystrój o tematyce harcerskiej związany z obrzędowością harcerską. Do wystroju wykorzystywana jest czasem siatka maskująca, elementy drewnianej pionierki i różnego rodzaju znaleziska z harcerskich wypraw. O ile istnieje możliwość, w harcówce bywa budowany kominek lub jego atrapa. Częścią wystroju mogą też być proporce, plakietki zlotów i rajdów oraz tablice informacyjne drużyn.